# Zusatzsignale
In Deutschland werden als Zusatzsignale (Zs) Signale an einer Eisenbahnstrecke bezeichnet, die dem Triebfahrzeugführer eine zusätzliche Information über die vor ihm liegende Strecke mitteilen, die durch ein Hauptsignal allein nicht übermittelt werden kann.
Geltung gemäß Richtlinie 301.0301 der Deutschen Bahn: Zusatzsignale gelten für Zugfahrten. Das Signal Zs 103 (DV 301) gilt nur für Rangierfahrten. Ortsfeste Zusatzsignale werden in der Regel an Haupt- oder Vorsignalen gezeigt. Die Signale Zs 2, Zs 2v, Zs 3, Zs 3v, Zs 6 und Zs 10 (DS 301) können allein stehend gezeigt werden.

## Signale
Die folgenden Signale werden in der Eisenbahn-Signalordnung (ESO), Richtlinie 301 (Aktualisierung 10. Dezember 2017) beschrieben.
| Bezeichnung                                   | Beschreibung | Bedeutung | Bild | Bild | Bild | Bild | Bild | Bild |
| --------------------------------------------- | --- | --- | ---- | ---- | ---- | ---- | ---- | ---- |
| Zs 1 – Ersatzsignal                           | Drei weiße Lichter in Form eines A oder ein weißes Blinklicht. | Am Signal Hp 0 oder am gestörten Lichthauptsignal ohne schriftlichen Befehl vorbeifahren. |      |      |      |      |      |      |
| Zs 2 – Richtungsanzeiger                      | Ein weißleuchtender Buchstabe. | Die Fahrstraße führt in die angezeigte Richtung. |      |      |      |      |      |      |
| Zs 2v – Richtungsvoranzeiger                  | Ein gelbleuchtender Buchstabe. Im Geltungsbereich der DV 301 darf der Richtungsvoranzeiger bis auf weiteres auch weißleuchtend sein. | Richtungsanzeiger (Zs 2) erwarten. |      |      |      |      |      |      |
| Zs 3 – Geschwindigkeitsanzeiger               | Eine weiße Kennziffer, mit der Bedeutung, dass der 10-fache Wert in km/h als Fahrgeschwindigkeit zugelassen ist. Formsignal: Eine weiße Kennziffer auf dreieckiger schwarzer Tafel mit weißem Rand. Die Tafel steht in der Regel auf der Spitze; bei beschränktem Raum kann die Spitze nach oben zeigen. Lichtsignal: Eine weißleuchtende Kennziffer.                                                    | Die durch die Kennziffer angezeigte Geschwindigkeit darf vom Signal ab im anschließenden Weichenbereich nicht überschritten werden. |      |      |      |      |      |      |
| Zs 3v – Geschwindigkeitsvoranzeiger           | Eine gelbe Kennziffer mit der Bedeutung, dass ein Geschwindigkeitsanzeiger mit derselben Kennziffer folgt. Formsignal: Eine gelbe Kennziffer auf dreieckiger schwarzer Tafel mit gelbem Rand. Das Formsignal ist rückstrahlend. Lichtsignal: Eine gelbleuchtende Kennziffer. | Geschwindigkeitsanzeiger (Zs 3) erwarten. |      |      |      |      |      |      |
| Zs 6 – Gegengleisanzeiger                     | Formsignal: Eine rechteckige schwarze Scheibe mit weißem Rand und einem weißen von rechts nach links steigenden Streifen, dessen Enden senkrecht abgewinkelt sind. Das Formsignal ist rückstrahlend. Lichtsignal: Ein weiß leuchtender schräger Lichtstreifen, dessen Enden in der Regel senkrecht nach oben und unten abgebogen sind. DV 301: Die Enden können bis auf weiteres nicht abgewinkelt sein. | Der Fahrweg führt in das Streckengleis entgegen der gewöhnlichen Fahrtrichtung. |      |      |      |      | DV   | DV   |
| Zs 7 – Vorsichtsignal                         | Drei gelbe Lichter in Form eines V. | Am Signal Hp 0 oder am gestörten Lichthauptsignal ohne schriftlichen Befehl vorbeifahren! Weiterfahrt auf Sicht. |      |      |      |      |      |      |
| Zs 8 – Gegengleisfahrt-Ersatzsignal           | Drei blinkende weiße Lichter in Form eines A oder ein weißblinkender Lichtstreifen von rechts nach links steigend | Am Halt zeigenden oder gestörten Hauptsignal vorbeifahren, der Fahrweg führt in das Streckengleis entgegen der gewöhnlichen Fahrtrichtung. Es kann die 2000-Meter-Regelung gelten. |      |      |      |      |      |      |
| Zs 9 – Bahnübergangstafel (Bü-Tafel) (DV 301) | Eine dreieckige, weiße Tafel mit rotem Rand und schwarzem Gatter. | Nach dem zulässigen Vorbeifahren an dem Halt zeigenden oder gestörten Lichthauptsignal Halt vor dem Bahnübergang! Weiterfahrt nach Sicherung. |      |      |      |      |      |      |
| Zs 10 – Endesignal (DS 301)                   | Formsignal: Ein weißer Pfeil mit der Spitze nach oben auf pfeilförmiger, schwarzer Tafel Lichtsignal: Ein weißleuchtender Pfeil mit der Spitze nach oben. | Ende der Geschwindigkeitsbeschränkung. Das Signal gilt nur für Zugfahrten, die durch Fahrtstellung eines Hauptsignals zugelassen worden sind, und zeigt an, dass eine mit Signal Hp 2 oder mit Signal Zs 3 vorgeschriebene Geschwindigkeitsbeschränkung bereits vor Ende des anschließenden Weichenbereichs aufgehoben ist. Das Formsignal ist rückstrahlend. Das im Dezember 1991 probeweise eingeführte Formsignal wird nicht mehr neu aufgestellt; an seine Stelle traten allein stehende Geschwindigkeitsanzeiger (Zs 3). Das Lichtsignal kam über den Planungsstatus nicht hinaus. |      |      |      |      |      |      |
| Zs 12 – M-Tafel                               | Eine weiße Tafel mit rotem Rand und rotem „M“ in Schreibschrift. | Am Halt zeigenden oder gestörten Hauptsignal auf mündlichen oder fernmündlichen Auftrag vorbeifahren. |      |      |      |      |      |      |
| Zs 13 – Stumpfgleis- und Frühhaltanzeiger     | Formsignal: Ein um 90° nach links umgelegtes gelbes rückstrahlendes „T“ auf einer rechteckigen schwarzen Tafel. Lichtsignal: Ein um 90° nach links umgelegtes gelbleuchtendes „T“. | Fahrt in ein Stumpfgleis oder in ein Gleis mit verkürztem Einfahrweg. |      |      |      |      |      |      |
| Zs 103 – Rautentafel (DV 301)                 | Eine rechteckige schwarze Tafel mit weißen Rauten. Die Rautentafel ist am Hauptsignal angebracht. | Das Halt zeigende Hauptsignal gilt nicht für Rangierabteilungen. Das Signal Zs 103 – Rautentafel (DV 301) ähnelt dem Signal Bü 2 – Rautentafel (DS 301) für Bahnübergänge, unterscheidet sich jedoch neben seinem Geltungsbereich auch in seiner Bedeutung. Es wurde mit der Neuausgabe des Signalbuchs 1958 im Zusammenhang mit der Ausdehnung der Gültigkeit der Hauptsignalhaltbegriffe auf Rangierfahrten eingeführt. |      |      |      |      |      |      |